# 1

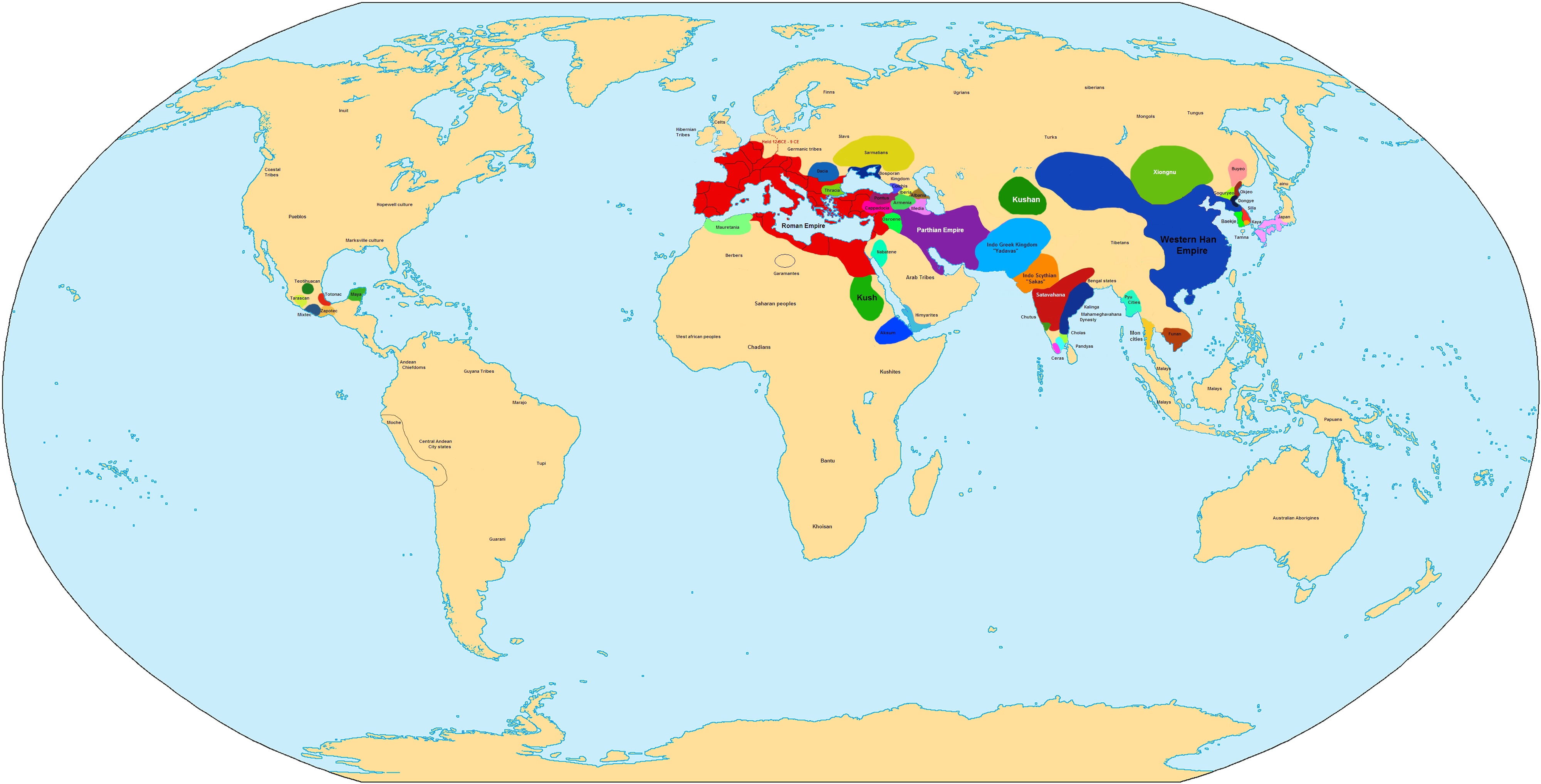
Lumea în anul 1

Anul 1 (I) a fost un an care a început într-o zi de sâmbătă a calendarului iulian, fiind primul an al Mileniului I (erei creștinismului). Anul precedent este 1 î.Hr. care, în scară largă, folosește calendarul gregorian sau predecesorul său, calendarul iulian, care nu are „anul zero”. 
Este cunoscut drept anul consulatului lui Cezar și Paullus, numiți după consulii romani Gaius Cezar și Lucius Aemilius Paullus, fii lui Agrippa si nepotii imparatului roman Augustus.  Anul 1 în calendarul roman "ad urbe condita" este 754.   
Anul 1 este considerat  în mod eronat drept anul nașterii predicatorului Isus din Nazaret, fondatorul creștinismului, de către Dionysius Exiguus în anul 525, când în realitate s-a născut în intervalul aniilor 7-4 înaintea erei noastre.  
Occidentul încă funcționează după calendarul creștin, stabilind anul 1 ca fiind începutul erei noastre/sau era creștină de după nașterea fondatorului creștinismului, Isus Christos. Lumea în primul an al mileniului I, și primul an din era noastră, era dominată de  patru mari puteri: Imperiul Roman (care controla Europa vest-mediteraneană, Africa de Nord, pensinsula balcanică și Orientul Apropiat), Imperiul Part (care conducea în Orientul Mijlociu), Imperiul Satavahana (ce controla o mare parte a Indiei, în special pe platoul Deccan), și Imperiul Han de Vest (China de azi), care era cel mai mare imperiu.  

## Evenimente

### După loc

#### Imperiul Roman

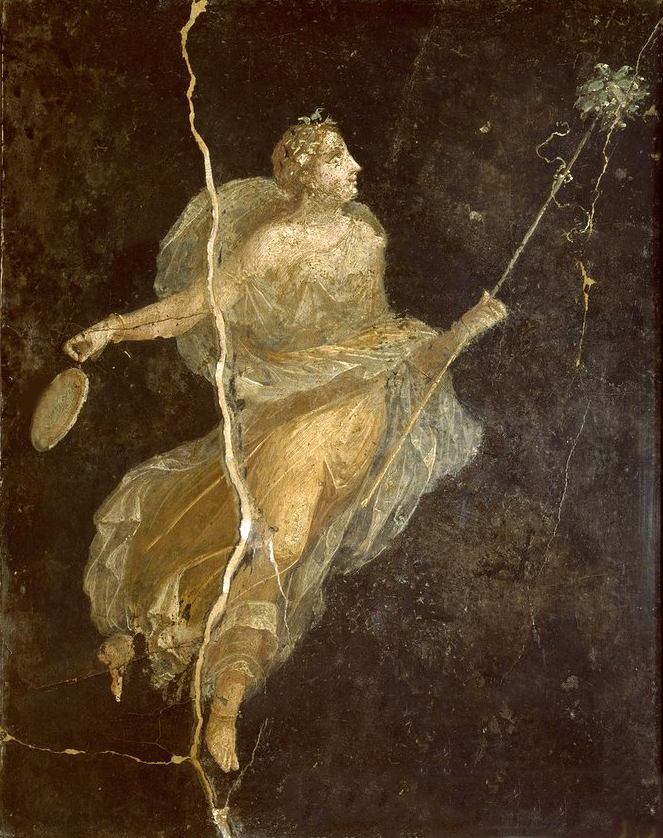
Menade (sau menadă) în rochie de mătase, o frescă romană de la Casa del Naviglio din Pompei, secolul I d.Hr., Muzeul Național Napoli.

- 1-5: Tiberius, sub comanda lui Augustus, înăbușă revoltele din Imperiul Roman (Germania de azi).
- Apeductul Aqua Alsietina este construit.
- Areius Paianeius devine Arhonte al Atenei.
- Gaius Caesar se căsătorește cu Livilla, fiica lui Antonia Minor și Nero Claudius Drusus, cu interesul de a câștiga prestigiu.
- Gaius Caesar și Lucius Aemilius Paullus sunt numiți consuli.
- Mătasea apare la Roma.[1]
- Ovidiu scrie Ars Amatoria.
- Quirinius devine consilier-sef al lui Gaius în Armenia. Gnaeus Domitius Ahenobarbusal cărui tată Lucius Domitius Ahenobarbusa devine consul în 16 d.Hr., de asemenea este activ în Campaniile din Armenia.  Lucius Domitius Ahenobarbus va avea un fiu, Nero, care va deveni împăratul Imperiului Roman în anul 54.

#### Asia

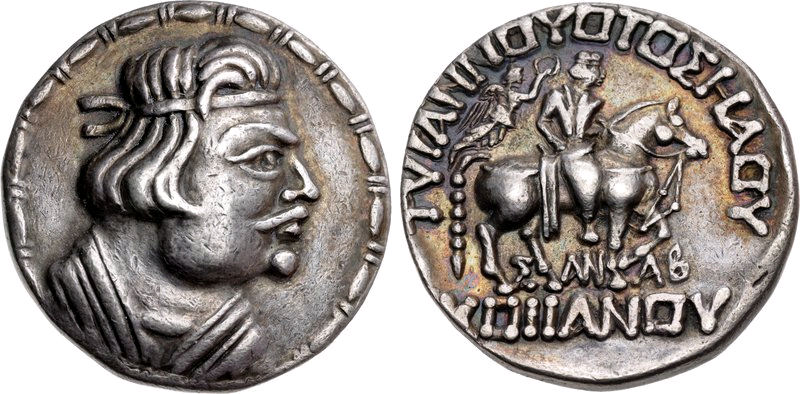
Heraios, regele imperiului kushan

- Confucius primește primul său titlu regal postmortem,  Lordul Baochengxun Ni.
- Fostul Consilier Dong Xian se sinucide.
- Împăratul Ping al Dinastiei Chineze Han, își începe domnia și Wang Mang este reinstalat ca regent de Marea Împărăteasă-Mamă Wang.
- Începutul erei  Yuanshi.
- Sapadbizes, prinț Yuezhi și Rege al Kush (Bactria), moare. Heraios îi succede ca rege.

#### Africa

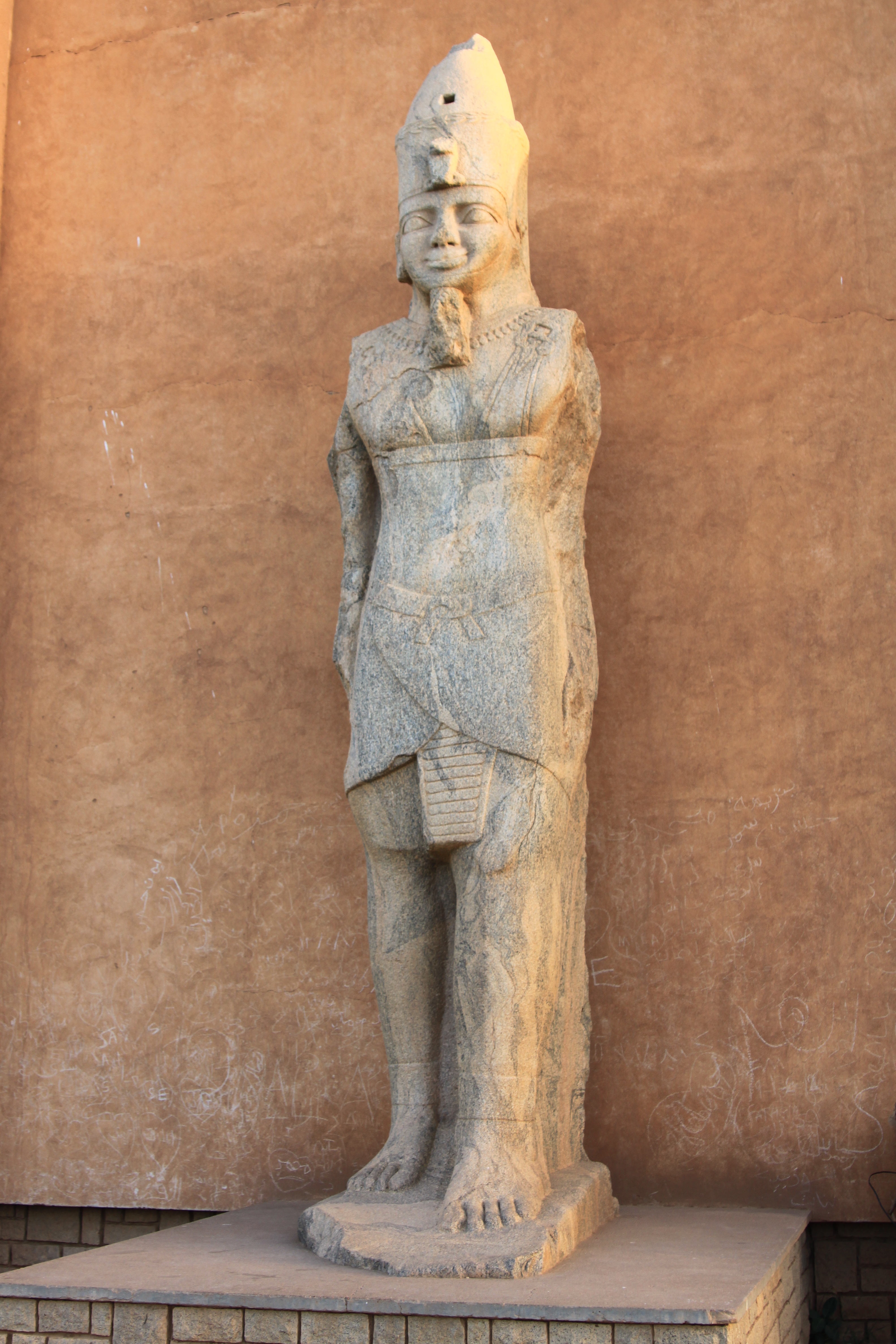
Natakamani, regele Regatului Kush

- Amanishakheto, regina Kush (Nubia), moare. Fiul ei, Natakamani, devine Rege al Regatului Kush.
- Regatul Aksum, situat în zilele noastre în Etiopia și Eritreea, este fondat (dată aproximativă).

#### America
- Cultura Teotihuacan începe in Mezoamerica (dată aproximativă).

## Nașteri
- Izates II, regele Partiei (d, ?)

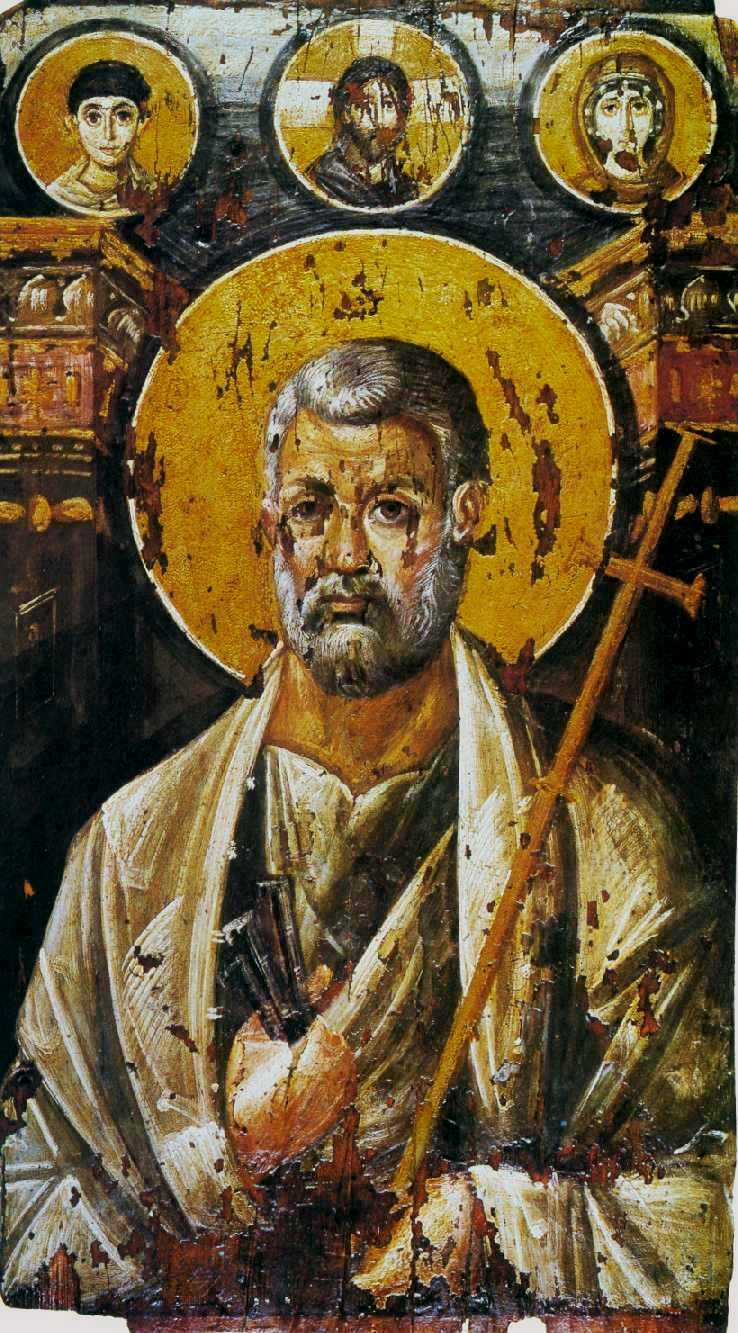
left Simon Petru

- Lucius Annaeus Gallio, proconsul roman (d. 65)
- Pallas, sclav liber grec și consilier politic (d. 65)
- Quinctilius Varus, fiul lui Publius Quinctilius Varus și Claudia Pulchra (d.c. 27)
- Scribonius Largus, medic roman (d. ?)
- Sextus Afranius Burrus, prefect al gărzii pretoriene (d. ?)
- Simon Petru, pescar evreu din Betsaida, unul din primii discipoli ai lui Isus din Nazaret, primul Papă la Roma, întemeietorul Papalității (d. 67)

## Decese
- Arshak II of Iberia, rege al Iberiei din Dinastia Nimrodid (n. ?)
- Gaius Meng, cronicar și participant la expediția Sierrdia (n. 35 î.Hr.)
- Niao Long, împărat chinez, familia Hiyong Shi kao (n. ?)

### După subiect

#### Arte, științe, literatură și filozofie

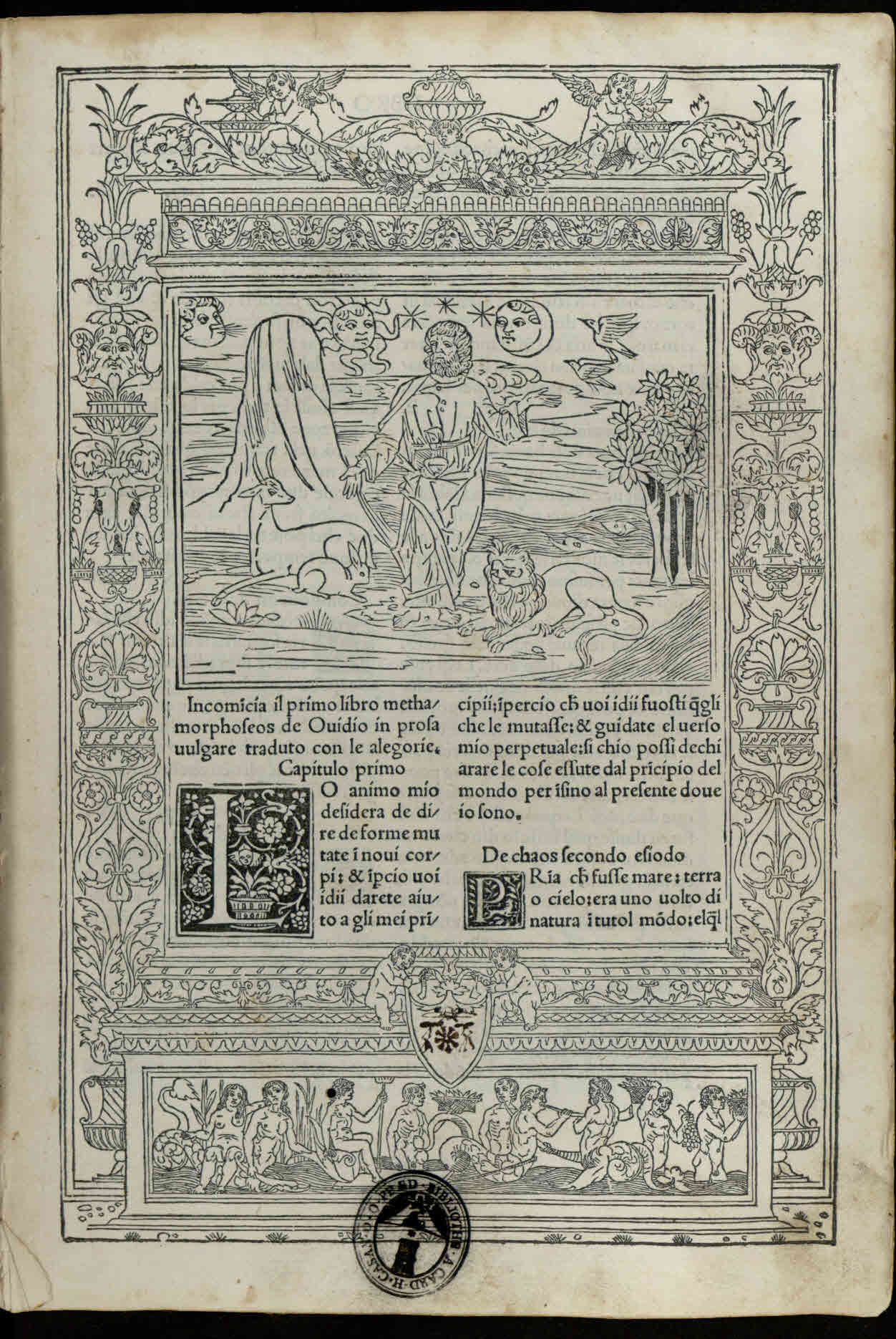
Metamorfoze- Ovidiu

- Poetul roman Ovidiu scrie poemul Metamorfoze (Metamorphoses).
- Titus Livius scrie monumentala sa Istorie a Romei (Ab Urbe Condita).

#### Religie
- Budismul este introdus în China.
- Nașterea lui Iisus din Nazaret, conform lui Dionysius Exiguus.